# Villaguer
Villaguer es una localidad del municipio de Toro, en la provincia de Zamora, comunidad autónoma de Castilla y León, España.
Se sitúa a orillas del río Duero y es accesible a través de la carretera local ZA-P-2016, a 7 kilómetros de la localidad de Toro.

## Demografía
Villaguer ha perdido la mitad de su población desde 2011, permaneciendo tan solo 5 habitantes en 2017.
| Evolución de la demografía de Villaguer entre 2000 y 2017        |                                                                  |
| ---------------------------------------------------------------- | ---------------------------------------------------------------- |
| Gráfico no disponible temporalmente debido a problemas técnicos. |                                                                  |
| Fuente:Instituto Nacional de Estadística                         |                                                                  |
| Gráfica elaborada por: Wikipedia                                 |                                                                  |
|                                                                  | Gráfico no disponible temporalmente debido a problemas técnicos. |